# 乔伊·纽曼
乔伊·纽曼（英語：Joy Newman，1945年11月17日—），英国女子跳水运动员。她曾代表英格兰参加1962年和1966年大英帝国和英联邦运动会跳水比赛，获得一枚金牌。她也曾参加1964年夏季奥运会。